# Wenchengia
Wenchengia là một chi thực vật có hoa trong họ Hoa môi (Lamiaceae).

## Loài
Chi Wenchengia gồm các loài: